# سولفيتا أبولتيينا
سولفيتا أبولتيينا، من مواليد 19 فبراير 1963 في أوغره ، هي سياسية لاتفية و رئيسة حزب الوحدة .
وهي رئيس السايما منذ 2 نوفمبر 2010 و حتى 4 نوفمبر 2014، بعد أن كانت وزيرة للعدل من 2 ديسمبر 2004 إلى 7 أبريل 2006 في حكومة إيغارس كالفيتيس الائتلافية. ترأست «العصر الجديد» (JL) من 2 مارس 2008 إلى 6 أغسطس 2011، تاريخ الانتقال إلى حزب الوحدة.

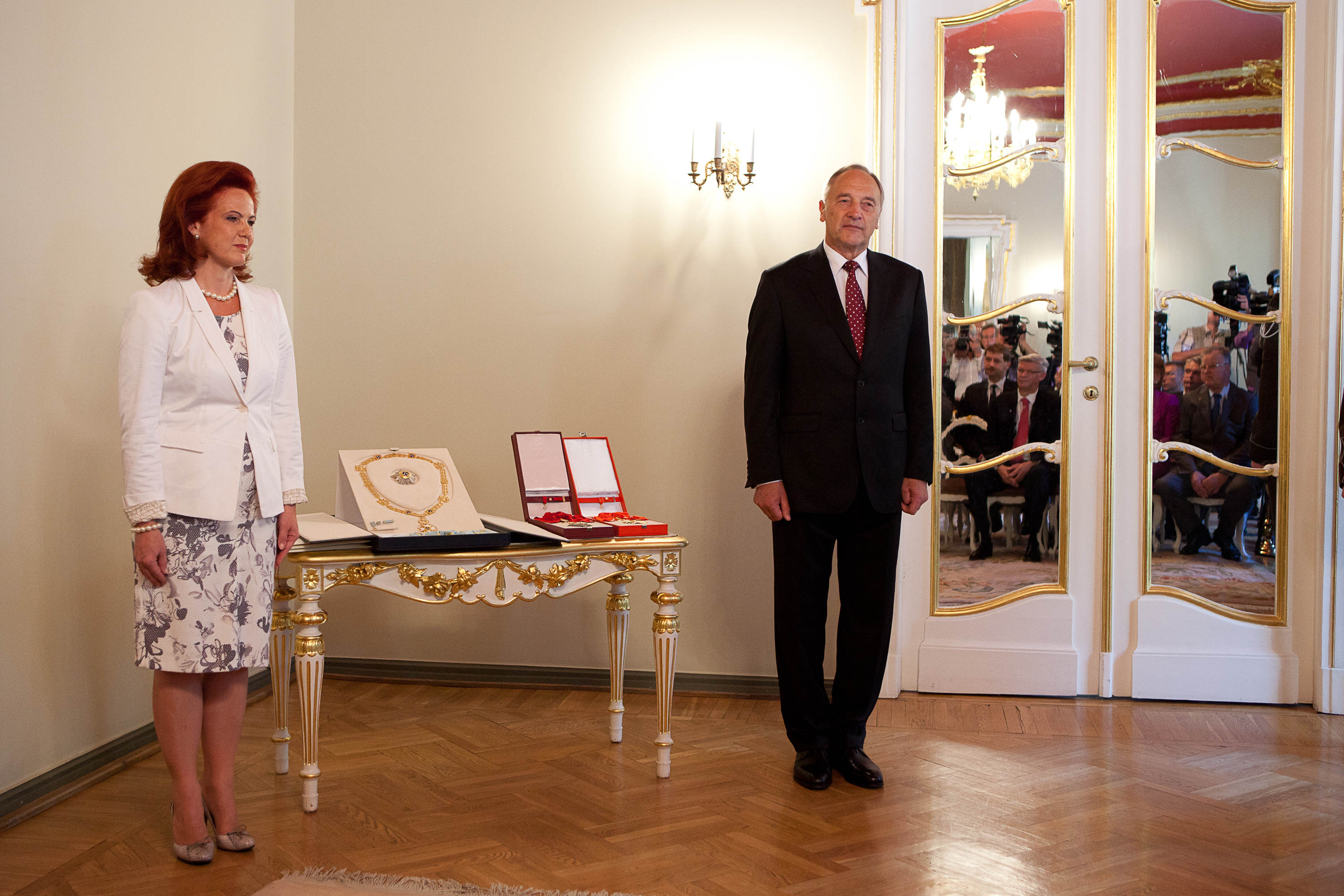
سولفيتا أبولتيينا مع أندريس برزينش يوم تنصيبه رئيسا للاتفيا

## مقالات متعلقة
- إيغارس كالفيتيس
- إيفارس غودمانيس
- أرتورز كريغانيس كارينش